# Ferrocarril del Norte (Paraguay)

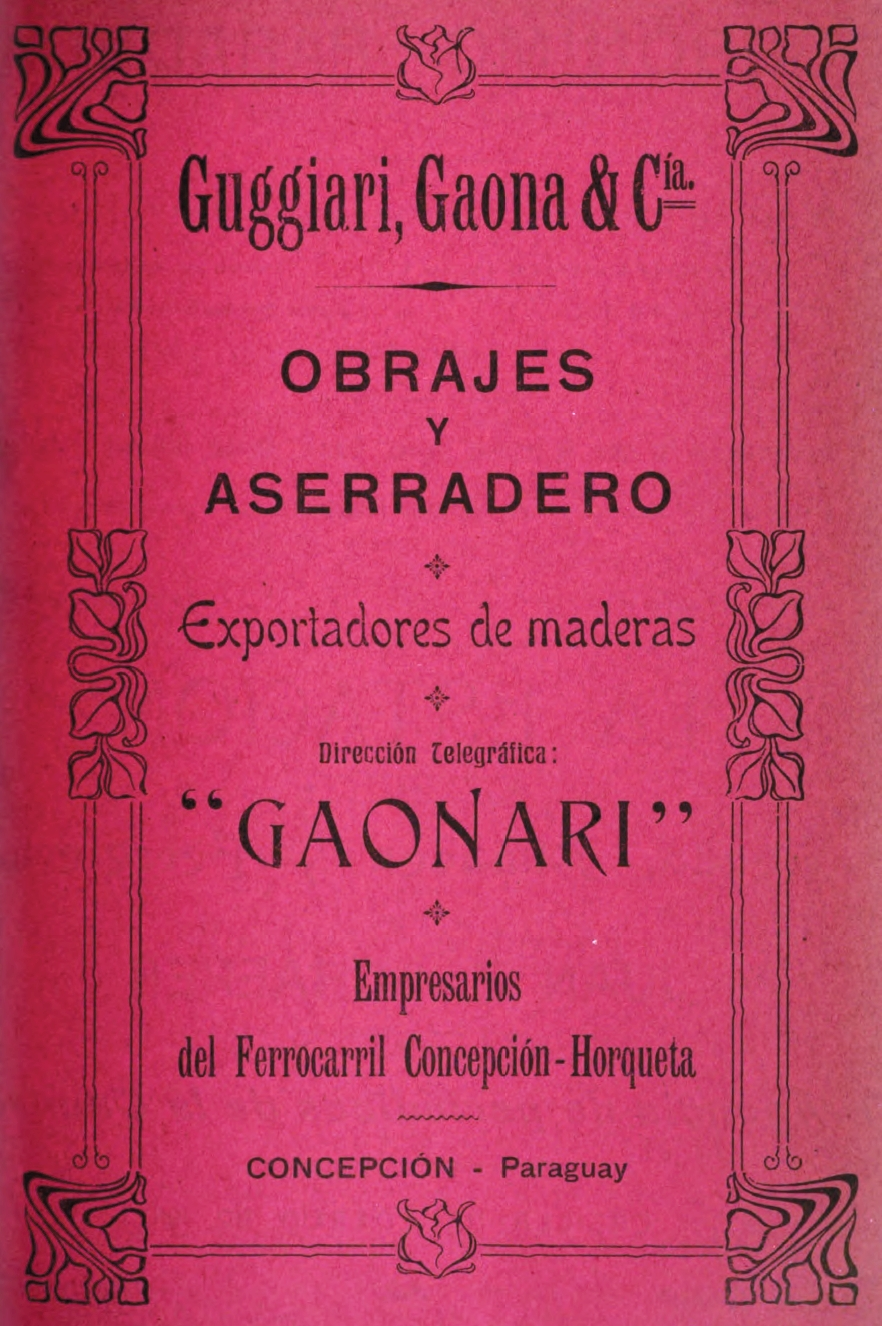
Anzeige des Unternehmens in einem Reiseführer von 1914

Die Ferrocarril del Norte (später: Ferrocarril Nacional del Norte) war eine frühere Eisenbahngesellschaft im Departamento Concepción in Paraguay.

## Geschichte

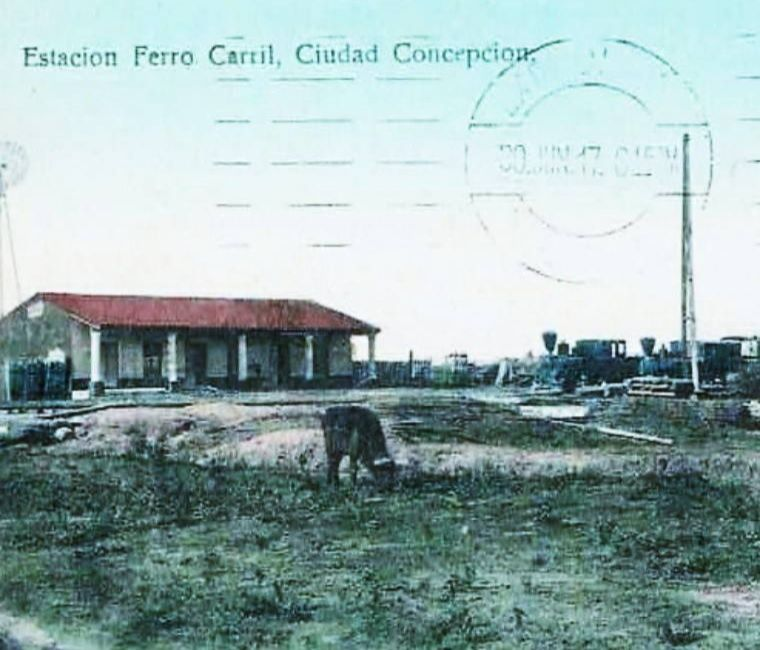
Bahnhof in Concepción 1917

1909 begann das Sägewerk Guggiari, Gaona, & Cia. in der Nähe von Horqueta, mit dem Bau einer Eisenbahnstrecke zwischen Concepción am Río Paraguay und Horqueta. Mit der Fertigstellung der Strecke 1910 wurde die neu gegründete Compañía Industrial y Comercial del Norte del Paraguay Eigentümer und Betreiber der Bahn. Die Gesellschaft war ein privates Viehzucht- und Forstunternehmen im Besitz der Guggiari, Gaona, & Cia. und dem Großgrundbesitzer Basilio Quevado.
Die in der Meterspurweite gebaute Strecke hatte eine Länge von 56 Kilometern. Am 8. Juli 1915 erhielt das Unternehmen von der Regierung eine weitere Konzession, um die Bahnstrecke bis nach Pedro Juan Caballero an der brasilianischen Grenze verlängern zu können. Sie sollte dort an das brasilianische Schienennetz angeschlossen werden. Dieses Projekt wurde jedoch nie umgesetzt.
Mitte 1924 verfügte die Gesellschaft über fünf Dampflokomotiven, drei Personen- und 50 Güterwagen. Bis 1936 blieb der Bestand unverändert. Die Lokomotiven waren alle aus deutscher Produktion. Um 1925 verkehrte hier täglich ein Güterzug und dreimal in der Woche ein Personenzug.
Am 12. Februar 1937 ging die Bahn in den Besitz der Regierung über und wurde in Ferrocarril Nacional del Norte umbenannt. 1944 waren noch vier Lokomotiven, drei Personenwagen und 29 Güterwagen vorhanden. Die hohen Kosten und die geringen Einnahmen dieser Linie, auf der in den 1950ern nur noch ein Zug pro Woche verkehrte, führten dazu, dass die Regierung den Betrieb 1960 einstellte.
Eine 1909 von Orenstein & Koppel gebaute Dampflokomotive ist erhalten und steht in Concepción vor dem Eingang zum Stadtpark in der Avenida Pinedo.